# Faraday (Ontario)
Faraday to gmina (ang. township) w Kanadzie, w prowincji Ontario, w hrabstwie Hastings.
Powierzchnia Faraday to 215,24 km². Według danych spisu powszechnego z roku 2001 Faraday liczy 1581 mieszkańców (7,35 os./km²).